# Online-Tabellenkalkulation
Als Online-Tabellenkalkulation werden Tabellenkalkulationsprogramme bezeichnet, die als Webanwendung ausgeführt sind, also ohne gesonderte Installation in einem Webbrowser lauffähig sind. Sie haben einen meist deutlich geringeren Funktionsumfang als vergleichbare Office-Anwendungen wie beispielsweise Microsoft Excel oder OpenOffice.org Calc, machen sich dafür aber Eigenschaften des World Wide Webs zunutze. Online-Tabellenkalkulationen sind von nahezu jedem ans World Wide Web angeschlossenen Computer aus nutzbar. Teilweise besteht die Möglichkeit, dass mehrere, räumlich getrennte Anwender gleichzeitig an einem Dokument arbeiten.
Bekannte Vertreter sind die XUL-Anwendung AjaxXLS von Michael Robertson, dem Gründer von MP3.com, sowie Google Drive.

## Anbieter (Auswahl)
- EtherCalc[1] ist ein Dienst, der auf der gleichnamigen Open-Source-Software beruht. Das Projekt ist bezüglich Online-Tabellenkalkulation ähnlich geartet, wie es EtherPad für das kollaborative Schreiben von Texten ist.
- Google Tabellen ist kostenlos und einfach zu benutzen. Es speichert automatisch, besitzt aber einen beschränkten Funktionsumfang. Die Software durchläuft – wie bei Google üblich – eine lange Beta-Phase und wird kontinuierlich weiter entwickelt. Voraussetzung zum Nutzen ist ein Google-Konto.
- LibreOffice Online Calc
- Microsoft Excel Online
- Sourcetable[2] ist eine browsergestützte Tabellenkalkulation mit einem Schwerpunkt auf künstlicher Intelligenz. Die integrierte KI kann eine Vielzahl von Aufgaben erleichtern, darunter automatisierte Datenauswertungen, das Erstellen von Charts oder auch die automatische Korrektur und Vervollständigung inkonsistener bzw. unvollständiger Datensätze. Des Weiteren werden eine große Anzahl an Schnittstellen für den Import bzw. Export unterstützt und alle klassischen Merkmale, wie z. B. die Nutzung von Formeln zur Berechnung von Zelleninhalten.
- ThinkFree Office, das Office-Paket der US-amerikanischen ThinkFree Corp., besitzt einen beinahe gleich großen Funktionsumfang wie Microsoft Office einschließlich Druckfunktion, Vorschau und Rechtschreibprüfung. Die ThinkFree-Programme bauen auf der Java-Plattform auf und benötigen ein entsprechendes Browser-Plug-in. Zusätzlich zum Onlinedienst bietet ThinkFree die Software auch als herunterladbare Server-Edition an.[3]
- Worksheet-Server der deutschen Jedox AG erzeugt aus Microsoft-Excel-Arbeitsmappen eigenständige, mehrbenutzerfähige Webanwendungen. Alle gängigen Tabellenfunktionen, Zellformatierungen sowie die wichtigsten Diagrammtypen von Excel werden unterstützt. Optional kann mittels einer integrierten ETL-Schnittstelle auf relationale und multidimensionale Datenbanken (MOLAP), auf SAP-Server sowie LDAP-Server zugegriffen werden.[4]